# Mihotići
 Mihotići  (olaszul: Micotici) falu Horvátországban, a Tengermellék-Hegyvidék megyében. Közigazgatásilag Matuljihoz tartozik.

## Fekvése
Fiume központjától 12 km-re északnyugatra, községközpontjától 2 km-re délnyugatra a Tengermelléken, az Isztria-félsziget északi határán fekszik.

## Története
A településnek 1857-ben 384, 1910-ben 294 lakosa volt. 2011-ben 1040  lakosa volt.

## Lakosság
| Lakosság változása | Lakosság változása | Lakosság változása | Lakosság változása | Lakosság változása | Lakosság változása | Lakosság változása | Lakosság változása | Lakosság változása | Lakosság változása | Lakosság változása | Lakosság változása | Lakosság változása | Lakosság változása | Lakosság változása | Lakosság változása |
| ------------------ | ------------------ | ------------------ | ------------------ | ------------------ | ------------------ | ------------------ | ------------------ | ------------------ | ------------------ | ------------------ | ------------------ | ------------------ | ------------------ | ------------------ | ------------------ |
| 1857               | 1869               | 1880               | 1890               | 1900               | 1910               | 1921               | 1931               | 1948               | 1953               | 1961               | 1971               | 1981               | 1991               | 2001               | 2011               |
| 384                | 373                | 246                | 305                | 264                | 294                | 688                | 774                | 453                | 454                | 518                | 615                | 707                | 901                | 969                | 1040               |